# Giliastrum ludens
Giliastrum ludens är en blågullsväxtart som först beskrevs av Lloyd Herbert Shinners, och fick sitt nu gällande namn av J.M. Porter. Giliastrum ludens ingår i släktet Giliastrum och familjen blågullsväxter. Inga underarter finns listade i Catalogue of Life.